# 그날, 바다
《그날, 바다》(Intention)는 한국에서 제작된 김지영 감독의 2018년 다큐멘터리 영화이다. 이 영화는 2014년 세월호 침몰 사고에 기반을 두며 침몰 원인을 알아보기 위해 과학적 분석 및 생존자들의 증언을 이야기한다. 정우성 등이 나레이션으로 출연하였고 김어준 등이 제작에 참여하였다.
이 영화는 2018년 4월 12일 대한민국에서 개봉되었다.

## 기타
- 구성: 김지영
- 구성: 최진아
- 프로듀서: 최진아
- 공동프로듀서: 오희정
- 촬영부: 안성수
- 촬영부: 김기훈
- 조명: 김바다
- 조명부: 김병욱
- 조명부: 양준혁
- 조명부: 정덕희
- 조명부: 가정화
- 조명부: 최윤석
- 조명부: 김상현
- 연출부: 이보미
- 조감독: 이원함
- 조감독: 윤태명
- 음향효과: 임원빈
- 음향효과: 홍성준
- 음향효과: 박정민
- 음향효과: 한시헌
- 믹싱: 김필수
- 믹싱: 정민주
- 사운드: 김필수
- 사운드: 정민주
- 사운드디자인: 이지혜
- 음악지원: 박기헌
- 음악지원: 신민섭
- 음악지원: 이후철
- 작곡: 박기헌
- 작곡: 신민섭
- 작곡: 이후철
- 작곡: 오병주
- 미술: 김진철
- 세트: 전성호
- 시각효과: 서상화
- 시각효과: 이준희
- 시각효과: 김재훈
- 시각효과: 김주엽
- 시각효과: 박정원
- 시각효과: 유효은
- 시각효과: 김영미
- 시각효과: 최형일
- 시각효과: 박가영
- 시각효과: 정동성
- 시각효과: 강민영
- 시각효과: 이미희
- 시각효과: 정유원
- 시각효과: 조치현
- 시각효과: 조웅혁
- 시각효과: 서하윤
- 시각효과: 김기환
- 시각효과: 강치우
- 시각효과: 강희
- 시각효과: 박인성
- 시각효과: 손국환
- 시각효과: 서난현
- 시각효과: 정재헌
- 시각효과: 채웅석
- 시각효과: 김동명
- 분장: 강희정
- 광고디자인: 김민정
- 광고디자인: 이자은
- 광고디자인: 김경미
- 애니메이션: 김명은
- 애니메이션: 최미혜
- 애니메이션: 김혜원
- 애니메이션: 김도연
- 애니메이션: 김창휘
- 글: 인정옥
- 촬영지원: 이석준
- 디지털색보정: 소지호
- 모형제작: 문재식
- 발전차: 남기준
- 편집팀: 김태우
- 자막: 이우창
- 스튜디오매니저: 이경언
- 디지털색보정: 이성학
- 디지털색보정: 현상필
- 디지털색보정: 장정수
- 디지털색보정: 송규호
- 디지털색보정: 김사온
- 디지털색보정: 최인선
- 디지털색보정: 지연주
- 디지털색보정: 유영현
- 자막편집: 김빈
- 자막편집: 김미라
- 자막편집: 오혜선
- 자막편집: 윤보라
- 캐스팅지원: 문성근
- 캐스팅지원: 민복기
- 캐스팅지원: 김지영
- 배급/마케팅 총괄: 정상진
- 배급/마케팅 책임: 주희
- 배급/마케팅 진행: 박혜진
- 배급/마케팅 진행: 조성경
- 배급/마케팅 진행: 오설혜
- 배급/마케팅 진행: 하정훈
- 배급/마케팅 진행: 손서현
- 배급/마케팅 지원: 박정언
- 배급/마케팅 지원: 김서연
- 배급/마케팅 지원: 이서연
- 배급/마케팅 지원: 김연미
- 마케팅홍보: 채윤희
- 마케팅홍보: 김태주
- 마케팅홍보: 이경동
- 마케팅홍보: 이선미
- 온라인마케팅: 서유진
- 온라인마케팅: 남유경
- 온라인마케팅: 박재환
- 온라인마케팅: 지정은
- 온라인마케팅: 박은혜
- 온라인마케팅: 조은혜
- 온라인마케팅: 이민지
- 온라인디자인: 정민재
- 온라인디자인: 최유리
- 예고편: 이철수
- 예고편: 조세훈
- 감수: 김영지
- 매니저부문: 이병호
- 매니저부문: 박진원
- 번역: 김혜진
- 사진: 주하아린